# Бэббитт, Люк
Люк Роберт Бэббитт (англ. Luke Robert Babbitt; род. 20 июня 1989 года в Цинциннати, штат Огайо) — американский профессиональный баскетболист, играющий на позиции лёгкого и тяжёлого форварда. Был выбран на драфте НБА 2010 года в первом раунде под общим 16-м номером клубом «Миннесота Тимбервулвз».

## Колледж
Люк Бэббитт учился в старшей школе Галена в городе Рино (штат Невада), затем поступил в Университет Невады в Рино, играл за университетскую баскетбольную команду. В сезоне 2008/2009, ставшем для него дебютным в студенческом баскетболе, Бэббит сыграл 34 матча, проводя на площадке в среднем 32,6 минуты и 16,9 очков, делая 7,4 подбора, а также 0,7 перехвата и 0,7 блок-шота, допускал 1,9 потери, отдавая 1,4 передачи, получая 1,8 персональных замечания.
В сезоне 2009/2010 Бэббит также сыграл 34 матча. В них он проводил в среднем на площадке 37,1 минуты, набирая 21,9 очков, делая 8,9 подборов, 1 перехват и 0,8 блок-шота, допуская 2,4 потери, отдавая 2,1 передачи, получал 2,6 персональных замечания.

## Карьера в НБА

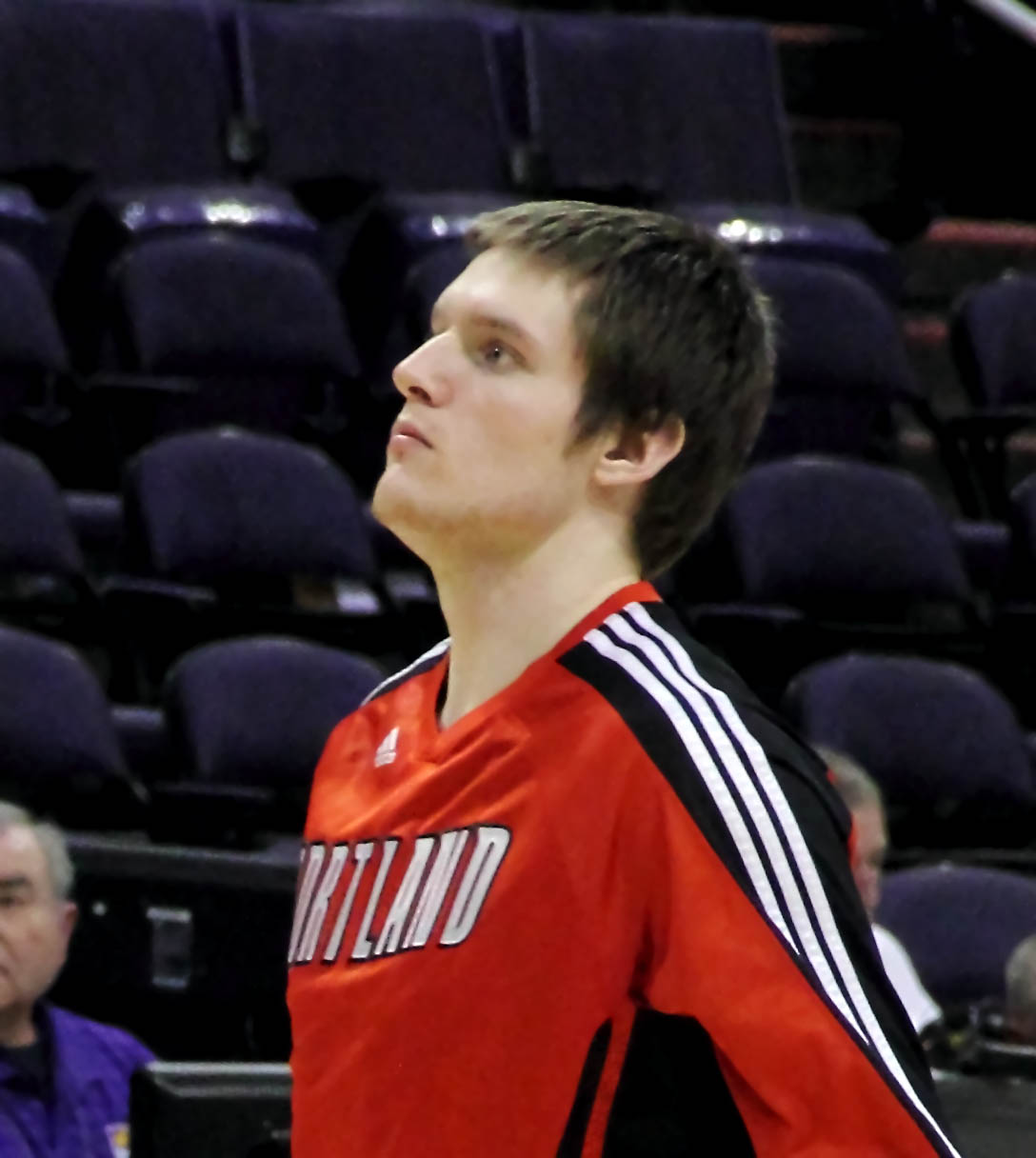
Бэббитт в составе «Портленд Трэйл Блэйзерс»

Люк Бэббитт был выбран под шестнадцатым номером на драфте НБА 2010 года клубом «Миннесота Тимбервулвз». «Миннесота» в результате ряда сделок переуступила права на Бэббита «Портленд Трэйл Блэйзерс», с которым Люк подписал контракт.

## Карьера в Европе
В августе 2013 года Бэббитт подписал 1-летний контракт с «Нижним Новгородом». В январе 2014 года Бэббитт и «Нью-Орлеан Пеликанс» обсуждали последние детали контракта, рассчитанного до конца сезона. Российская команда не захотела отпускать Люка. 28 января Бэббитт самовольно улетел к себе на родину в США. «Нижний Новгород» не подписал его открепительное письмо, без которого, по правилам ФИБА, он не сможет играть ни за один профессиональный клуб. Не дожидаясь формального подписания контракта с «Нью-Орлеан Пеликанс», Бэббитт лично выплатил удовлетворяющую стороны компенсацию. После этого руководство «Нижнего Новгорода» подписало открепительное письмо игрока.

## Достижения
- 2009—2010 WAC All-Decade Team (Западная спортивная конференция All-Decade Team)
- 2009—2010 ESPN The Magazine Academic All-American
- 2009—2010 Associated Press All American Honorable Mention
- 2009—2010 Naismith Award mid seasonfinalist
- 2009—2010 WAC Player of the Year (Западная спортивная конференция игрок года)
- 2009—2010 WAC 1st Team All-Conference (Западная спортивная конференция первая команда всей конференции)
- 2008—2009 WAC Freshman of the Year (Западная спортивная конференция новичок года)
- 2008—2009 WAC 1st Team All- Conference (Западная спортивная конференция первая команда всей конференции)
- 2008—2009 WAC Newcomer of the Year (Западная спортивная конференция впервые прибывший новичок года)
- 2008—2010 2-Time WAC All-Tournament Team

## Статистика

### Статистика в НБА
| Сезон                                                                                    | Команда    | Регулярный сезон | Регулярный сезон | Регулярный сезон | Регулярный сезон | Регулярный сезон | Регулярный сезон | Регулярный сезон | Регулярный сезон | Регулярный сезон | Регулярный сезон | Регулярный сезон | Серия плей-офф | Серия плей-офф | Серия плей-офф | Серия плей-офф | Серия плей-офф | Серия плей-офф | Серия плей-офф | Серия плей-офф | Серия плей-офф | Серия плей-офф | Серия плей-офф |
| Сезон                                                                                    | Команда    | GP               | GS               | MPG              | FG%              | 3P%              | FT%              | RPG              | APG              | SPG              | BPG              | PPG              | GP             | GS             | MPG            | FG%            | 3P%            | FT%            | RPG            | APG            | SPG            | BPG            | PPG            |
| ---------------------------------------------------------------------------------------- | ---------- | ---------------- | ---------------- | ---------------- | ---------------- | ---------------- | ---------------- | ---------------- | ---------------- | ---------------- | ---------------- | ---------------- | -------------- | -------------- | -------------- | -------------- | -------------- | -------------- | -------------- | -------------- | -------------- | -------------- | -------------- |
| 2010/11                                                                                  | Портленд   | 24               | 0                | 5,7              | 27,3             | 18,8             | 33,3             | 1,3              | 0,3              | 0,1              | 0,1              | 1,5              | Не участвовал  | Не участвовал  | Не участвовал  | Не участвовал  | Не участвовал  | Не участвовал  | Не участвовал  | Не участвовал  | Не участвовал  | Не участвовал  | Не участвовал  |
| 2011/12                                                                                  | Портленд   | 40               | 4                | 13,4             | 41,0             | 43,0             | 85,0             | 2,4              | 0,4              | 0,3              | 0,1              | 5,1              | Не участвовал  | Не участвовал  | Не участвовал  | Не участвовал  | Не участвовал  | Не участвовал  | Не участвовал  | Не участвовал  | Не участвовал  | Не участвовал  | Не участвовал  |
| 2012/13                                                                                  | Портленд   | 62               | 0                | 11,8             | 36,8             | 34,8             | 76,9             | 2,2              | 0,5              | 0,2              | 0,1              | 3,9              | Не участвовал  | Не участвовал  | Не участвовал  | Не участвовал  | Не участвовал  | Не участвовал  | Не участвовал  | Не участвовал  | Не участвовал  | Не участвовал  | Не участвовал  |
| 2013/14                                                                                  | Нью-Орлеан | 27               | 2                | 17,5             | 39,0             | 37,9             | 77,8             | 3,3              | 1,1              | 0,3              | 0,4              | 6,3              | Не участвовал  | Не участвовал  | Не участвовал  | Не участвовал  | Не участвовал  | Не участвовал  | Не участвовал  | Не участвовал  | Не участвовал  | Не участвовал  | Не участвовал  |
| 2014/15                                                                                  | Нью-Орлеан | 63               | 19               | 13,2             | 47,9             | 51,3             | 68,4             | 1,8              | 0,4              | 0,3              | 0,2              | 4,1              | Не участвовал  | Не участвовал  | Не участвовал  | Не участвовал  | Не участвовал  | Не участвовал  | Не участвовал  | Не участвовал  | Не участвовал  | Не участвовал  | Не участвовал  |
| 2015/16                                                                                  | Нью-Орлеан | 47               | 13               | 18,0             | 42,2             | 40,4             | 78,0             | 3,1              | 1,1              | 0,2              | 0,1              | 7,0              | Не участвовал  | Не участвовал  | Не участвовал  | Не участвовал  | Не участвовал  | Не участвовал  | Не участвовал  | Не участвовал  | Не участвовал  | Не участвовал  | Не участвовал  |
| 2016/17                                                                                  | Майами     | 68               | 55               | 15,7             | 40,2             | 41,4             | 73,3             | 2,1              | 0,5              | 0,3              | 0,2              | 4,8              | Не участвовал  | Не участвовал  | Не участвовал  | Не участвовал  | Не участвовал  | Не участвовал  | Не участвовал  | Не участвовал  | Не участвовал  | Не участвовал  | Не участвовал  |
| 2017/18                                                                                  | Атланта    | 37               | 9                | 15,4             | 47,6             | 44,1             | 77,3             | 2,2              | 0,7              | 0,2              | 0,1              | 6,1              | Не участвовал  | Не участвовал  | Не участвовал  | Не участвовал  | Не участвовал  | Не участвовал  | Не участвовал  | Не участвовал  | Не участвовал  | Не участвовал  | Не участвовал  |
| 2017/18                                                                                  | Майами     | 13               | 5                | 11,1             | 23,4             | 24,4             | -                | 1,2              | 0,4              | 0,1              | 0,2              | 2,5              | 2              | 0              | 1,7            | 0,0            | -              | -              | 0,0            | 0,0            | 0,0            | 0,0            | 0,0            |
|                                                                                          | Всего      | 381              | 107              | 14,0             | 40,8             | 40,2             | 74,7             | 2,2              | 0,6              | 0,2              | 0,2              | 4,8              | 2              | 0              | 1,7            | 0,0            | -              | -              | 0,0            | 0,0            | 0,0            | 0,0            | 0,0            |
| Наведите курсор мыши на аббревиатуры в заголовке таблицы, чтобы прочесть их расшифровку. |            |                  |                  |                  |                  |                  |                  |                  |                  |                  |                  |                  |                |                |                |                |                |                |                |                |                |                |                |

### Статистика в Джи-Лиге
| Сезон                                                                                    | Команда        | Регулярный сезон | Регулярный сезон | Регулярный сезон | Регулярный сезон | Регулярный сезон | Регулярный сезон | Регулярный сезон | Регулярный сезон | Регулярный сезон | Регулярный сезон | Регулярный сезон | Серия плей-офф | Серия плей-офф | Серия плей-офф | Серия плей-офф | Серия плей-офф | Серия плей-офф | Серия плей-офф | Серия плей-офф | Серия плей-офф | Серия плей-офф | Серия плей-офф |
| Сезон                                                                                    | Команда        | GP               | GS               | MPG              | FG%              | 3P%              | FT%              | RPG              | APG              | SPG              | BPG              | PPG              | GP             | GS             | MPG            | FG%            | 3P%            | FT%            | RPG            | APG            | SPG            | BPG            | PPG            |
| ---------------------------------------------------------------------------------------- | -------------- | ---------------- | ---------------- | ---------------- | ---------------- | ---------------- | ---------------- | ---------------- | ---------------- | ---------------- | ---------------- | ---------------- | -------------- | -------------- | -------------- | -------------- | -------------- | -------------- | -------------- | -------------- | -------------- | -------------- | -------------- |
| 2010/11                                                                                  | Айдахо Стэмпид | 14               | 9                | 29,0             | 51,3             | 37,5             | 88,1             | 7,4              | 1,5              | 0,9              | 0,6              | 20,1             | Не участвовал  | Не участвовал  | Не участвовал  | Не участвовал  | Не участвовал  | Не участвовал  | Не участвовал  | Не участвовал  | Не участвовал  | Не участвовал  | Не участвовал  |
| 2011/12                                                                                  | Айдахо Стэмпид | 3                | 3                | 35,5             | 45,3             | 47,4             | 75,0             | 9,0              | 3,0              | 1,0              | 0,3              | 21,0             | Не участвовал  | Не участвовал  | Не участвовал  | Не участвовал  | Не участвовал  | Не участвовал  | Не участвовал  | Не участвовал  | Не участвовал  | Не участвовал  | Не участвовал  |
|                                                                                          | Всего          | 17               | 12               | 30,1             | 50,0             | 40,7             | 87,0             | 7,6              | 1,8              | 0,9              | 0,5              | 20,2             | Не участвовал  | Не участвовал  | Не участвовал  | Не участвовал  | Не участвовал  | Не участвовал  | Не участвовал  | Не участвовал  | Не участвовал  | Не участвовал  | Не участвовал  |
| Наведите курсор мыши на аббревиатуры в заголовке таблицы, чтобы прочесть их расшифровку. |                |                  |                  |                  |                  |                  |                  |                  |                  |                  |                  |                  |                |                |                |                |                |                |                |                |                |                |                |

### Статистика в NCAA
| Сезон | Команда | Conf  | Class | GP | GS | MPG  | FG%  | 3P%  | FT%  | RPG | APG | SPG | BPG | PPG  |
| --- | ------- | ----- | ----- | -- | -- | ---- | ---- | ---- | ---- | --- | --- | --- | --- | ---- |
| 2008/09 | Невада  | WAC   | FR    | 34 | 34 | 32,6 | 45,6 | 42,9 | 86,4 | 7,4 | 1,4 | 0,7 | 0,7 | 16,9 |
| 2009/10 | Невада  | WAC   | SO    | 34 | 34 | 37,1 | 50,0 | 41,6 | 91,7 | 8,9 | 2,1 | 1,0 | 0,8 | 21,9 |
| Всего | Всего   | Всего | Всего | 68 | 68 | 34,9 | 48,0 | 42,1 | 89,3 | 8,1 | 1,8 | 0,9 | 0,8 | 19,4 |
| Наведите курсор мыши на аббревиатуры в заголовке таблицы, чтобы прочесть их расшифровку Статистика приведена с сайта sports-reference.com |         |       |       |    |    |      |      |      |      |     |     |     |     |      |

### Статистика в других лигах
| Сезон | Команда         | Лига            | GP | GS | MPG  | FG%  | 3P%  | FT%  | RPG | APG | SPG | BPG | PFL | TOV | PPG  |
| --- | --------------- | --------------- | -- | -- | ---- | ---- | ---- | ---- | --- | --- | --- | --- | --- | --- | ---- |
| 2013/14 | Все клубы       | Все лиги        | 18 | 5  | 18,3 | 53,7 | 57,4 | 83,0 | 3,7 | 1,3 | 0,4 | 0,3 | 2,2 | 1,5 | 13,3 |
| 2013/14 | Нижний Новгород | Кубок Европы    | 9  | 2  | 16,7 | 58,6 | 63,3 | 85,7 | 3,7 | 1,2 | 0,4 | 0,1 | 2,3 | 1,1 | 13,2 |
| 2013/14 | Нижний Новгород | Единая лига ВТБ | 9  | 3  | 19,9 | 49,4 | 51,6 | 81,3 | 3,7 | 1,3 | 0,3 | 0,6 | 2,0 | 1,9 | 13,3 |
| Всего | Всего           | Всего           | 18 | 5  | 18,3 | 53,7 | 57,4 | 83,0 | 3,7 | 1,3 | 0,4 | 0,3 | 2,2 | 1,5 | 13,3 |
| Наведите курсор мыши на аббревиатуры в заголовке таблицы, чтобы прочесть их расшифровку Статистика приведена с сайта basketball.realgm.com |                 |                 |    |    |      |      |      |      |     |     |     |     |     |     |      |